# Heavy Metal World (wersja anglojęzyczna)
Heavy Metal World – anglojęzyczny album polskiej grupy TSA zawierający nowe aranżacje kompozycji z płyty Heavy Metal World oraz innych. Materiał został zarejestrowany w studio Teatru STU w Krakowie w marcu 1985, a zmiksowany w SHIVA – Studio Brussels w Brukseli w maju tego samego roku przez Patrica Cogneaux i Josa Kloska. Okładkę zaprojektował Andrzej Tyszko. W nagrywaniu płyty nie wzięli udziału Andrzej Nowak, oraz Marek Kapłon, którzy odeszli z zespołu przed rozpoczęciem sesji nagraniowej. W czasach, kiedy płyta była nagrywana dużą popularnością cieszył się thrash metal, którego wpływ jest tutaj bardzo wyraźny. Zespół przyznaje, że nie jest zadowolony z brzmienia tego albumu.

## Lista utworów
Strona A
1. „Lunatic Dancing” – 2:54
2. „Marathon Runner” – 4:09
3. „Heavy Metal World” – 4:58
4. „White Death” – 3:43
5. „For Sale” – 3:08

Strona B
1. „Plan For Life” – 4:09
2. „She Cat” – 4:34
3. „Race Machine Hero” – 2:05
4. „The Great Parade” – 3:44
5. „Rock ’n’ Roll” – 4:09

## Twórcy
- Marek Piekarczyk – śpiew
- Stefan Machel – gitara rytmiczna, chórki
- Antoni Degutis – gitara solowa
- Janusz Niekrasz – gitara basowa, chórki
- Zbigniew Kraszewski – perkusja, chórki